# Акулинино (Большесельский район)
В Рыбинском районе Ярославской области есть деревня с похожим названием Акулинское
Акулинино — еревня в Большесельском районе Ярославской области России.
В рамках административно-территориального устройства относится к Большесельскому сельскому округу Большесельского административного района, в рамках организации местного самоуправления включается в Большесельское сельское поселение Большесельского района муниципального района.

## География
Деревня находится в центральной части области, в центре района, в зоне хвойно-широколиственных лесов, на восток от районного центра Большое Село. Деревня стоит на небольшом, окружённом лесами, поле. На южной окраине деревни на холме находится геодезический знак с отметкой высот 164,1 м.

### Климат
Климат характеризуется как умеренно континентальный, с коротким, относительно тёплым летом и продолжительной многоснежной умеренно холодной зимой. Среднегодовая температура воздуха +3…+5 °C. Средняя температура воздуха самого холодного месяца (января) −12…−10,5 °C; самого тёплого месяца (июля) +17,5…+18,5 °C. Вегетационный период длится около 123 дней. Годовое количество атмосферных осадков составляет 500—600 мм, из которых большая часть выпадает в тёплый период. Снежный покров держится в среднем 150 дней.

## Население
| 2007 | 2010 |
| ---- | ---- |
| 1    | ↗5   |

## Инфраструктура
Личное подсобное хозяйство с зоной сельскохозяйственного использования, индивидуальная застройка усадебного типа.

## Транспорт
Деревня стоит примерно в 3 км к юго-востоку от автомобильной дороги, следующей от Большого Села через станцию Лом к федеральной трассе Р151 Ярославль—Рыбинск на участке Тутаев — Рыбинск. От деревни к этой дороге ведут два пути: одна просёлочная дорога длиной 4 км в северном направлении выходит на автомобильную дорогу в деревне Кузьминское на левом берегу Черёмухи. Вторая дорога в западном направлении через 1,5 выходит к деревне Малое Лопатино, стоящей на правом берегу речки Сдеринога, и далее в северном направлении по правому берегу Сдериноги следует через деревню Никитинское выходит на ту же автомобильгую дорогу в 2 км к юго-западу от Кузьмищева. Просёлочная дорога к юго-востоку от Акулинино через 2 км выходит к деревне Горки совхоза «Свобода» и далее к группе деревень, сосредоточенных на западной окраине Вареговского болота, района интенсивных торфоразработок.